# Ворен Парк (Индијана)
Ворен Парк (енгл. Warren Park) град је у америчкој савезној држави Индијана.

## Демографија
По попису из 2010. године број становника је 1.480, што је 176 (-10,6%) становника мање него 2000. године.
| Група             | 2000.         | 2010.         |
| Белци             | 1.515 (91,5%) | 1.108 (74,9%) |
| Афроамериканци    | 74 (4,5%)     | 238 (16,1%)   |
| Азијати           | 15 (0,9%)     | 3 (0,2%)      |
| Хиспаноамериканци | 24 (1,4%)     | 108 (7,3%)    |
| Укупно            | 1.656         | 1.480         |